# چلچله‌های کوهی
چلچله‌های کوهی (نام علمی: Ptyonoprogne) سرده‌ای از پرندگان گنجشک‌سان عضو تیره پرستویان است. اعضای این سرده شباهت بسیاری به هم و اعضای سرده چلچله‌ها دارند. در گذشته، اعضای این دو سرده همگی در سرده چلچله‌ها قرار داشتند.
چهار عضو این سرده عبارند از:
- چلچله کوهی (P. rupestris)
- چلچله بیابانی (P. obsoleta)
- چلچله صخره‌ای (P. fuligula)
- چلچله کوهی تیره (P. concolor)